# Vlčková
Vlčková är en ort i Tjeckien.   Den ligger i regionen Zlín, i den östra delen av landet, 260 km öster om huvudstaden Prag. Vlčková ligger 376 meter över havet och antalet invånare är 369.
Terrängen runt Vlčková är kuperad åt nordost, men åt sydväst är den platt. Runt Vlčková är det ganska tätbefolkat, med 149 invånare per kvadratkilometer. Närmaste större samhälle är Zlín, 11,5 km sydväst om Vlčková. I omgivningarna runt Vlčková växer i huvudsak blandskog.